# Steven MacLean
Steven Glenwood „Steve” MacLean (ur. 14 grudnia 1954 w Ottawie) – kanadyjski astronauta, doktor fizyki.

## Wykształcenie oraz praca zawodowa
- Ukończył szkołę średnią (Merivale High School) w Nepean, miejscowości należącej obecnie do aglomeracji Ottawy.
- 1976–1977 – był zawodnikiem reprezentacji Kanady w gimnastyce.
- 1977 – został absolwentem York University w Toronto, na którym studiował fizykę.
- 1980–1983 – na niepełnym etacie uczył w York University i jednocześnie był stypendystą na Uniwersytecie Stanforda i członkiem zespołu naukowego  A. L. Shawlowa, specjalisty w dziedzinie fizyki laserowej, laureata Nagrody Nobla.
- 1983 – uzyskał doktorat w dziedzinie fizyki na York University.
- 1987–1993 – kierował programem ASVS (Advanced Space Vision System) – skomputeryzowanego systemu służącego do przekazywania danych i obserwacji pracy manipulatorów Canadarm i Canadarm 2.
- 1988–1991 – był doradcą programu STEAR (Strategic Technologies in Automation and Robotics).
- 1992 – w lipcu NASA postanowiła wyposażyć wahadłowce w operacyjną wersję systemu OSVS (Orbiter Space Vision System), który miał być „oczami” manipulatora Canadarm, stanowiącego element Mobilnego Systemu Dźwigowego (MSS) – kanadyjskiego wkładu w budowę Międzynarodowej Stacji Kosmicznej (ISS). MacLean kierował programem OSVS do lipca 1993, tj. do momentu powierzenia mu funkcji doradcy ds. ISS. W tym samym czasie został wykładowcą na Uniwersytecie Toronto.
- 1993–1994 – był dyrektorem generalnym programu kanadyjskich astronautów i głównym naukowym doradcą ds. ISS.
- 2008–2013 – był dyrektorem Kanadyjskiej Agencji Kosmicznej.

## Kariera astronauty
- 5 grudnia 1983 – podczas pierwszego naboru astronautów, przeprowadzonego przez Kanadyjską Agencję Kosmiczną (CSA), był jednym sześciu kandydatów zakwalifikowanych do lotu w kosmos. W grupie tej znaleźli się również: Roberta Bondar, Marc Garneau, Kenneth Money, Robert Thirsk i Bjarni Tryggvason.
- 1984 – rozpoczął szkolenie dla specjalistów ładunku w Ośrodku Kosmicznym im. Johnsona (Johnson Space Center – JSC) w Houston.
- 10 grudnia 1985 – został wybrany do podstawowej załogi misji STS-71F (planowanej na 1987), podczas której miał być realizowany program Canex-2. MacLean miał pełnić funkcje specjalisty ładunku. Po katastrofie Challengera lot ostatecznie  przełożono na 1992.
- 22 października – 1 listopada 1992 – uczestniczył w locie wahadłowca Columbia w ramach misji STS-52.
- 1 maja 1996 – został członkiem 16. grupy astronautów NASA.
- 1996–1998 – przeszedł dwuletnie szkolenie w Johnson Space Center, po którym uzyskał kwalifikacje specjalisty misji.
- 1998–2002 – kontynuował treningi specjalistyczne i jednocześnie pracował w Wydziale Robotyki Biura Astronautów NASA. W centrum kierowania lotem pełnił też funkcję CapComa (Capsule Communicator), polegającą na utrzymywaniu łączności z astronautami przebywającymi na Międzynarodowej Stacji Kosmicznej i pokładach wahadłowców.
- Luty 2002 – został wyznaczony do załogi podstawowej misji STS-115, która wiosną 2003 miała polecieć na ISS promem Endeavour. Podczas lotu MacLean miał dwukrotnie pracować na zewnątrz stacji. Jednakże wskutek katastrofy wahadłowca Columbia harmonogram wyprawy był wielokrotnie zmieniany.
- 9–21 września 2006 – uczestniczył w misji STS-115 wahadłowca Atlantis.

### STS-52 (Columbia F-13)
W swój pierwszy lotu w kosmos wystartował na pokładzie promu Columbia 22 października 1992. Misją STS-52 dowodził James D. Wetherbee. Pilotem wyprawy był Michael A. Baker, a specjalistami misji – Charles L. Veach (MS-1), William M. Shepherd (MS-2) i Tamara E. Jernigan (MS-3). MacLean był specjalistą ładunku (PS-1). Jego dublerem był inny kanadyjski astronauta – Bjarni Tryggvason. Podczas blisko dziesięciodniowego lotu z pokładu wahadłowca wypuszczono włosko-amerykańskiego satelitę LAGEOS 2 (Laser Geodynamic Satellite 2 – Laserowy Satelita Geodynamiczny 2). Astronauci przeprowadzili też doświadczenia przygotowane przez naukowców francuskich i amerykańskich. W tym celu po raz pierwszy wykorzystali ładunek użyteczny USMP (United States Microgravity Payload). Poza tym przetestowano kanadyjski system SVS (Space Vision System) pozwalający na precyzyjne sterowanie manipulatorem RMS (Remote Manipulator System). MacLean odpowiadał za przeprowadzenie eksperymentów przygotowanych przez Kanadyjska Agencję Kosmiczną.
1 listopada 1992 Columbia powróciła na Ziemię, lądując na pasie Kennedy Space Center na Przylądku Canaveral.

## Odznaczenia i nagrody
- Meritorious Service Medal – odmiana cywilna (1994)[1]
- Medal Diamentowego Jubileuszu Królowej Elżbiety II (odmiana kanadyjska) – 2012[2]
- Murray G. Ross Award przyznana przez York University (1977)
- Stypendysta Natural Sciences and Engineering Research Council (NSERC) (1980)
- Stypendium naukowe prowincji Ontario (1981, 1982)
- Stypendium doktoranckie NSERC (1983)
- NASA Space Flight Medal (1992, 2007)
- Doktorat honorowy Royal Military College in Saint-Jean (Quebec) (1993)
- Doktorat honorowy York University (1993)
- Doktorat honorowy Acadia University (Halifax) (1993)
- Universal Astronaut Insignia za lot orbitalny (nr 283) – Stowarzyszenie Uczestników Lotów Kosmicznych (Association of Space Explorers(inne języki))[3]

## Wykaz lotów
| Loty kosmiczne, w których uczestniczył Steven G. MacLean                | Loty kosmiczne, w których uczestniczył Steven G. MacLean | Loty kosmiczne, w których uczestniczył Steven G. MacLean | Loty kosmiczne, w których uczestniczył Steven G. MacLean | Loty kosmiczne, w których uczestniczył Steven G. MacLean | Loty kosmiczne, w których uczestniczył Steven G. MacLean | Loty kosmiczne, w których uczestniczył Steven G. MacLean |
| Nr                                                                      | Data startu                                              | Data lądowania                                           | Statek kosmiczny                                         | Funkcja                                                  | Czas trwania                                             |                                                          |
| ----------------------------------------------------------------------- | -------------------------------------------------------- | -------------------------------------------------------- | -------------------------------------------------------- | -------------------------------------------------------- | -------------------------------------------------------- | -------------------------------------------------------- |
| 1                                                                       | 22 października 1992                                     | 1 listopada 1992                                         | STS-52 Columbia F-13                                     | Specjalista ładunku (PS-1)                               | 9 dni 20 godzin 56 minut i 12 sekund                     |                                                          |
| 2                                                                       | 9 września 2006                                          | 21 września 2006                                         | STS-115 Atlantis F-27                                    | Specjalista misji (MS-1)                                 | 11 dni 19 godzin 6 minut i 35 sekund                     |                                                          |
| Łączny czas spędzony w kosmosie – 21 dni 16 godzin 2 minuty i 47 sekund |                                                          |                                                          |                                                          |                                                          |                                                          |                                                          |